# Fat Larry's Band
Fat Larry's Band was een Amerikaanse disco- en funkband uit de jaren 70 en 80. Hun bekendste nummers zijn Lookin' For Love Tonight, Act Like You Know en Zoom

## Geschiedenis
De uit Philadelphia afkomstige band werd opgericht door drummer, zanger en producer Fat Larry James (2 augustus 1949 – 5 december 1987) die reeds met The Delfonics en het daaruit voortgekomen Blue Magic had gespeeld. Tevens was hij de manager van Slick. De overige FLB-leden waren onder meer blazers Art Capehart (trompet/fluit), Doug Jones (sax), Jimmy Lee (trombone/altsax), gitaristen Ted Cohen en Tony Middleton, bassist Larry La Bes, toetsenist Erskine Williams en zangers Freddie Campbell (1952 – 19 januari 2013) en Darryl Grant. Deze muzikanten speelden ook op platen die James voor anderen produceerde. 
In 1976 verscheen het debuutalbum Feel It waarvan Down On The Avenue (drumintro) later door diverse hiphop-artiesten werd gesampled. Debuutsingle Center City en het titelnummer van het in 1979 verschenen vierde album Lookin' For Love haalden de Engelse top 50. In 1982 scoorde de band in Europa haar grootste hit met de ballad Zoom; in Amerika bleef het op een 89e plaats in de R&B-lijst steken na het succes aldaar van Act Like You Know (later gebruikt voor de soundtrack van het computerspel Grand Theft Auto: Vice City). Daarna verschenen er nog drie albums waarvan (Nice) uit 1986 in de stijl van de synthesizerfunk. Nadat James (38) op 5 december 1987 aan een hartaanval overleed hield Fat Larry's Band op te bestaan.